# نامكو كلاسيك كوليكشن فول.2
نامكو كلاسيك كوليكشن فول.2 (بالإنجليزية: Namco Classic Collection Volume 2)‏ (باليابانية: ナムコクラシックコレクション) ، هي لعبة فيديو إلكترونية من نوع آركيد، وهي إعادة جمع الثلاث الألعاب الكلاسيكية وهي رالي-إكس وباك مان وديغ دوغ، نشرت شركة نامكو اليابانية سنة 1996م.

## وصلات خارجية
- نامكو كلاسيك كوليكشن فول.2 على موقع القائمة القاتلة لألعاب الفيديو
- نامكو كلاسيك كوليكشن فول.2 at the Arcade History database